# Hemitriakis abdita
Hemitriakis abdita är en hajart som beskrevs av Compagno och Stevens 1993. Hemitriakis abdita ingår i släktet Hemitriakis och familjen hundhajar. IUCN kategoriserar arten globalt som otillräckligt studerad. Inga underarter finns listade i Catalogue of Life.